# Le Gisement du Père Morgan
Pour plus de détails, voir Fiche technique et Distribution.
Le Gisement du Père Morgan (Southern Justice) est un film muet américain réalisé par Lynn Reynolds, sorti en 1917.

## Fiche technique
- Titre original : Southern Justice
- Titre français : Le Gisement du Père Morgan
- Réalisation : Lynn Reynolds
- Scénario :
- Photographie : Clyde Cook (en)
- Producteur : Lynn Reynolds
- Société de production :  Universal Film Manufacturing Company
- Société de distribution :  Universal Film Manufacturing Company
- Pays de production :  États-Unis
- Langue : film muet avec les intertitres en anglais
- Métrage : 1 500 m (5 bobines)
- Format : Noir et blanc — 35 mm — 1,33:1 — Muet
- Genre : Film dramatique
- Durée : 50 minutes
- Dates de sortie : 
  - États-Unis : 28 mai 1917
  - France : 7 février 1919[2]

## Distribution
- Myrtle Gonzalez : Carolyn Dillon
- George Hernandez : le juge Morgan
- Jack Curtis : Roger Appleby
- Jean Hersholt : Caleb Talbot
- Charles Hill Mailes : le major Dillon
- Fred Church : Ray Preston
- Elwood Bredell : Daws Anthony
- Maxfield Stanley : Wallace Turner
- George Marsh : Oncle Zeke